# Tanguy Boulch
Tanguy Boulch (né le 16 juin 1966 à Roanne,) est un coureur cycliste français, actif chez les amateurs.

## Biographie
Fils d'un ancien coureur cycliste, Tanguy Boulch prend sa première licence à 17 ans au Vélo Club Roannais, après avoir pratiqué le basket et la football. Il est notamment champion de France FSGT et vainqueur du Circuit de la vallée du Bédat en 1989. La même année, il participe avec l'équipe de France au Tour du Limousin, où il se classe dixième d'une étape.
Dans les années 2000 et 2010, Tanguy Boulch continue de participer à des courses cyclistes. En 2008, il est de nouveau champion de France FSGT, cette fois-ci chez les vétérans. En 2014, il est sacré champion de France masters dans la catégorie des 45-50 ans,.

## Palmarès
- 1986
  - 2e du Tour de Moselle
- 1988
  - 3e du Circuit des monts du Livradois
- 1989
  -  Champion de France FSGT
  - Circuit de la vallée du Bédat
  - Grand Prix de Châtel-Guyon
- 1990
  - 2e du Circuit du Cantal
- 1991
  - Tour du Charolais
  - Grand Prix du Cru Fleurie
- 1994
  - 1re étape du Tour du Pays Roannais
- 1996
  - 3e du Grand Prix de Chardonnay
- 1997
  - 3e de La Durtorccha
- 2008
  -  Champion de France FSGT vétérans
- 2014
  -  Champion de France masters (45-50 ans)